# 데라카와 요시토
데라카와 요시토(일본어: 寺川 能人, 1974년 9월 6일 ~ )는 일본의 전 축구 선수이다.

## 구단 경력
과거 요코하마 마리노스, 제프 유나이티드 이치하라, 알비렉스 니가타, 오이타 트리니타, 쇼난 벨마레, FC 류큐에서 활동하였다.